# ガミラス帝国の戦闘艦
ガミラス帝国の戦闘艦（ガミラスていこくのせんとうかん）は、アニメ「宇宙戦艦ヤマトシリーズ」に登場するガミラス帝国の戦闘艦。

## 凡例
本記事は文中に作品名が多く登場するため、冒頭の本節に便宜上のシリーズ名および作品略称をあらかじめ明記する。
- 原作アニメシリーズ
  - 『宇宙戦艦ヤマト』 - 『ヤマト』
  - 『さらば宇宙戦艦ヤマト 愛の戦士たち』 - 『さらば』
  - 『宇宙戦艦ヤマト2』 - 『ヤマト2』
  - 『宇宙戦艦ヤマト 新たなる旅立ち』 - 『新たなる』
  - 『ヤマトよ永遠に』 - 『永遠に』
  - 『宇宙戦艦ヤマトIII』 - 『ヤマトIII』
  - 『宇宙戦艦ヤマト 完結編』 - 『完結編』
- リメイクアニメシリーズ
  - 『宇宙戦艦ヤマト2199』 - 『2199』
  - 『宇宙戦艦ヤマト2199 星巡る方舟』 - 『星巡る方舟』
  - 『宇宙戦艦ヤマト2202 愛の戦士たち』 - 『2202』
  - 『宇宙戦艦ヤマト2205 新たなる旅立ち』-『2205』
- PSゲームシリーズ
  - PS用ゲーム『宇宙戦艦ヤマト 遥かなる星イスカンダル』 - 『遥かなる星イスカンダル』
  - PS用ゲーム『さらば宇宙戦艦ヤマト 愛の戦士たち』 - 『PS版さらば』
  - PS用ゲーム『宇宙戦艦ヤマト 英雄の軌跡』 - 『英雄の軌跡』
  - PS2用ゲーム『宇宙戦艦ヤマト イスカンダルへの追憶』 - 『イスカンダルへの追憶』
  - PS2用ゲーム『宇宙戦艦ヤマト 暗黒星団帝国の逆襲』 - 『暗黒星団帝国の逆襲』
  - PS2用ゲーム『宇宙戦艦ヤマト 二重銀河の崩壊』 - 『二重銀河の崩壊』

PSゲームシリーズにおける艦の名称はPS版とPS2版で異なっているが、本項では最新登場作のものに準拠している。

## 共通設定
デザインは主に松本零士・加藤直之・松崎健一が担当しており、PSゲームシリーズでは宮武一貴、リメイクアニメシリーズでは石津泰志と出渕裕によってリデザインされている。
曲線の多いフォルムが特徴で、基本的には緑色の艦体色をしている。PSゲームシリーズでは親衛隊「蒼い雷光」の艦として青塗装の艦が登場し、リメイクアニメシリーズでは迷彩塗装の艦や、「航宙親衛艦隊」所属の青塗装の艦が登場している。
リメイクアニメシリーズでは、共通する特徴として駆逐型デストロイヤー艦についていた「目玉」状の意匠がほぼすべての艦についている。この部分は巡航時は薄緑色に発光し、戦闘時に馴染みのある段階的な色に変色することでキャラクター性を加味するという演出が与えられている。

## デスラー艦
初代は『ヤマト』、2代目は『さらば』『ヤマト2』『完結編』に登場。
『2199』では「特一等航宙戦闘艦 デウスーラII世」という名称になっている。

## シュルツ艦
『ヤマト』『ヤマト2』に登場。デザイン担当は松本零士、加藤直之。
冥王星基地所属の艦隊の旗艦で、同基地司令シュルツの乗艦。
戦艦に類別されるが、デストロイヤー系列の艦のすぐ上位の艦とされる。両者の雰囲気は19世紀末に誕生させたバトルシップ(戦艦)とデストロイヤー(駆逐艦)の概念ではなく、帆走軍艦の戦列艦とフリゲートの関係にあると考えると解りやすい 。艦容は魚を思わせる独特の生物的フォルムをしている。艦体色は艦上部が濃緑色で、下部が黄緑に塗られ、艦首から大型3連装エネルギー砲塔手前にかけての部分と、メインノズル周辺が灰色である。さらに艦首先端のアンテナ2本、艦首から大型3連装砲塔の間にあるアンテナ1本と、大型3連装砲塔と艦橋上部は、他のガミラス艦と同じ緑色で塗られている。
武装は、前甲板上部に大型3連装エネルギー砲塔2基、船体中央下部に中型3連装エネルギー砲塔1基、後部に小型3連装エネルギー砲塔4基、そのほか、艦首や艦底、艦尾などに魚雷発射管を多数を備える。また、『ヤマト』第9話ではヤマトと同様の多段式格納棚を持つ格納庫の存在が確認できるが、ゲーム版を含めて艦載機を運用するシーンはない。
また、艦首先端には開口部があり、内部には板状の構造物と3つ並んだ穴が確認出来る。この艦首が開口したデザインは、ガルマン・ガミラス帝国の中型戦闘艦でも踏襲されている。
劇中での登場
宇宙戦艦ヤマト
第8話と第9話に登場する。第8話で、反射衛星砲破壊による津波で水没寸前だった冥王星基地から艦隊を率いて脱出。第9話で、補修中のヤマトに砲撃を加えるも、ヤマト側のアステロイドリングの防御に阻まれ、戦況が進展しなかった。ヤマトの修理が完了し波動砲で全滅することを恐れたシュルツの指示で、艦隊とともに体当たり攻撃を行おうとするが、解除されたアステロイドリングの岩盤を避けるために味方艦同士で次々と激突し艦隊は壊滅。最後に残ったシュルツ艦はヤマトに体当たり寸前まで接近するが、ロケットアンカーを側面に打ちこまれて突き放され、小惑星に衝突し爆沈する。
宇宙戦艦ヤマト2
第3話において、ガミラス残存艦隊として全面が緑色の同型艦が1隻1カットのみ登場する。

松本零士の漫画版『宇宙戦艦ヤマト』では、ドメルの乗艦として迷彩塗装を施された艦が登場している。異次元空洞内でヤマトを追撃したが、それ以降は登場しない。ひおあきら漫画版ではロメル将軍（アニメ版のドメルに相当するキャラ）の乗艦と、ライバルであるゲル将軍（アニメ版では設定画は存在するものの未登場。）の乗艦の2隻が登場。デザインはアニメ版に比べ単純になっており、魚雷発射管の数は大幅に減っているほか、艦橋の窓が丸型になっている。ゲル艦は艦首に目が描かれている。

### ガミラス艦隊指揮戦艦級戦闘艦（PSゲーム）
『遥かなる星イスカンダル』『イスカンダルへの追憶』および『英雄の軌跡』の付属ゲーム『永遠のジュラ編』に登場。デザイン担当は宮武一貴。
新たに設定と描写が追加された。『遥かなる星イスカンダル』では艦種名が「艦隊旗艦級戦艦」となり、中・大規模の艦隊の旗艦として多くの戦線に配備されており、ゲーム内で同型艦が多数存在する。シュルツ艦のほか、シュルツの兄であるゲームオリジナルキャラクターのコルサックの艦隊旗艦「バードラII」やデスラー親衛隊「蒼い電光」の艦隊旗艦として登場。「バードラII」が廃艦寸前の老朽艦であるなど、形式の古いタイプのようだが、ガミラス艦隊の旗艦として広く使用されているらしく、中でも「蒼い電光」の艦隊旗艦はドメラーズ級に匹敵するほどの高性能艦である。武装は主砲3基、ミサイル2基、機銃2基。
また、派生として主砲をミサイル砲塔に換えた「艦隊旗艦級戦艦・ミサイル艦」も登場しているが、性能的には艦隊旗艦級戦艦と変わらない。塗装は基本的に同じだが、艦首開口部周りのみ白く塗られている。武装は主砲2基、ミサイル4基。
『イスカンダルへの追憶』では、艦種名が「ガミラス艦隊指揮戦艦級戦闘艦」とされており、タランが座乗した「カンプルードIII」のほか、「カンプルードIV」「シュルツIV」などの艦名が存在する。本ゲームでは味方ユニットとして使用可能で、地球防衛軍の主力戦艦級に近い性能を持つが、レーダー範囲が広い反面、波動砲やデスラー砲などの決戦兵器の装備は無い。また、ドメラーズ級に比べ、防御力・耐久力が高い。艦速・旋回性能は、カンプルードIIIのみ同級より高く設定されており、武装数も他の2艦が主砲2基（上甲板のみ）、副砲2基（上下のみ）、平行発射ミサイル2基の6つに対して艦底部の主砲と両舷の副砲、平行発射ミサイル、上方迎撃ミサイル各1基および対空機銃2基が加わり13と倍以上になっている。
『英雄の軌跡』に付属している『さらば宇宙戦艦ヤマト　愛の戦士たち』のゲームシステムを利用したミニゲーム、『永遠のジュラ編』では「旗艦級戦艦」とされており、マップ上の砲撃射程は2マス、3D戦での武装は主砲となっている。

### ガイデロール級航宙戦艦（リメイクアニメ）
『2199』『2202』『2205』に登場。デザイン担当は石津泰志。
「ガイデロール級航宙戦艦」という艦種名で登場。シュルツの座乗艦については、「シュバリエル」の個艦名が付与された。細部デザインのディテールアップと変更が行われている。寸法が設定し直されて、全長350メートル・全幅42メートル・全高70メートルと大型化されている。
オリジナルでは艦側面（第二砲塔付近）に、内部が赤色の開口部が両舷にあったが、これは他のガミラス艦同様に「目玉」状の光る開口部に変更された。艦尾の主推進ノズルの周囲には多用途発射管が8門あり、探査機や機雷などを射出する。
通常の場合の塗装については、艦上部が緑色、下部が薄緑となり、艦首先端、艦後部の上下にあるエアーインテイク状の構造物の先端が黄色になった。
『2202』では、地球連邦航宙艦隊の主力戦艦として建造されているドレッドノート級前衛航宙艦の設計のベースになっていると設定されている。
劇中での登場
宇宙戦艦ヤマト2199
下記の2隻が主に登場。そのほか、第18話や第25話などにも同型艦が登場する。
シュバリエル
シュルツの乗艦。第1話で初登場。第6話において、反射衛星砲破壊による津波で基地が水没寸前になったため、艦隊とともに脱出を試みるが、ヤマトの攻撃により本艦のみが離脱に成功する。その後、単艦でヤマトを追跡するも手を出せずにいたところ、第8話で補給物資としてガス生命体を積載した「デスラー魚雷」を与えられ、グリーゼ581星系でヤマトを雷撃する。しかし、ガス生命体はフレアによって消滅し、全責任をゲールから転嫁され、ヤマトへ最後の突撃を敢行するが、グリーゼ581のフレアに巻き込まれて爆沈する。艦名は仏語で「忠誠」を意味する
ゲルガメッシュ
銀河方面軍司令官グレムト・ゲールの乗艦であり、迷彩塗装で艦橋が白く塗装されている。第10話で初登場し、直属艦隊を率いて次元断層から脱出した直後のEX178とヤマトを攻撃するが、次元断層の揺り戻しに巻き込まれ艦隊は全滅し、本艦のみゲシュタムジャンプ（ワープ）で辛うじて逃れる。第18話でのバラン観艦式においては、ゲールがゼルグートII世を訪問する際に使用。第25話では、デスラーと合流し、バラン星宙域においてヤマトを亜空間ゲート内におびき入れる指揮をしたが、本国への召還命令を無視していたため、差し向けられた次元潜航艦UX-01に撃沈される。

宇宙戦艦ヤマト2202 愛の戦士たち
第15話から親衛隊カラーの艦がデスラー艦隊として数隻登場している。第20話からは通常カラーが多数登場する。
宇宙戦艦ヤマト2205 新たなる旅立ち
デスラー艦隊の所属艦が数隻登場。移民船団の護衛艦としても何隻か登場している。

## 駆逐型デストロイヤー艦
『ヤマト』『ヤマト2』『新たなる旅立ち』『ヤマトIII』に登場。デザイン担当は加藤直之、松崎健一、PSゲームシリーズでは宮武一貴、『2199』では出渕裕。
ガミラス艦の中で最も登場頻度の高い艦。PSゲームシリーズでは「駆逐巡洋デストロイヤー級」、リメイクアニメでは「デストリア級航宙重巡洋艦」となっている。

## 高速巡洋型クルーザー
『ヤマト』『ヤマト2』に登場。デザイン担当は松崎健一。
デストロイヤー艦系列の中でも巡航性能と火力を強化したタイプとされる。デストロイヤー艦に比べ、船体が延長されているため、デストロイヤー艦系列の中で、サイズは最も大きく、クルーザー艦、または高速巡洋艦とも呼ばれ、唯一、巡洋艦に分類されている。特徴的な艦首の「目玉」型の大型エネルギー砲が片舷2門ずつ計4門あるが、デストロイヤー艦に比べ小口径化されている。このことにより一弾あたりの破壊力は低下したが、発射速度と命中率は向上し、結果として攻撃力は強化された。他の武装は大口径のガミラス式無砲身3連装砲塔を艦首と艦尾に各1基でケースメイト式の副砲は無く、両翼部も小型魚雷発射管各1門計2門、エネルギー機関砲各3門計6門と減少し、武装が大きく削られているが、大口径砲を装備する事で1弾辺りの打撃力を強化して攻撃力の低下を補っているため、火力は損なわれていない。なお、艦底部には砲塔は無く、代わりに目的不明のバルジが確認できる。また艦橋両脇にあるバルジは大型魚雷の発射管なのかあるいは固定式の大口径ビーム砲なのかは不明。
劇中での登場
宇宙戦艦ヤマト
第9話で初めて登場。駆逐型デストロイヤー艦やシュルツ艦と共に補修中のヤマトへ砲撃するも、アステロイドシップの岩盤とアステロイドリングの攻防一体の戦法で防がれる。
宇宙戦艦ヤマト2
ガミラス残存艦隊として、第3話から登場する。
宇宙戦艦ヤマトIII
第16話で、デスラーの回想シーンで1カットだけ本艦に似た艦が登場している。艦体はクルーザータイプに近いが、「目玉」は合計2つで、艦前部の無砲身3連装砲塔がデストロイヤー艦同様、小口径砲塔2基になっている（艦尾はドーム状構造物になっており、砲塔がない）。なお、他のカットでは、普通の駆逐型デストロイヤー艦が描かれている。

### 高速巡航デストロイヤー級（PSゲーム）
『遥かなる星イスカンダル』『イスカンダルへの追憶』に登場。
『遥かなる星イスカンダル』では「高速巡洋艦」、『イスカンダルへの追憶』では「高速巡航デストロイヤー級」（そのほか「C型デストロイヤー」「高速クルーザー型」なども登場する）と称されている。
『遥かなる星イスカンダル』ではグラフィック上ではアニメ版では前後に各1基あった大口径主砲が前甲板の1基のみとなっており、後甲板は副砲となっているが、武装面では副砲二基とデストロイヤーと同じとなっている。ただし、艦速、回避能力はデストロイヤーよりも高い。
『イスカンダルへの追憶』での設定では、武装は『遥かなる星イスカンダル』をベースにグラフィックとの整合性が図られ、前甲板の砲は大口径無砲身3連装主砲に変更、後甲板の砲塔は副砲とされている。この砲はD型と同じく前方目標を攻撃する。武装はほかに側面迎撃ミサイルおよび対空機銃が各2基が追加され、デストロイヤー級の中で本艦型のみが対空戦闘能力と、各武装に対する10パーセント増しの攻撃力補正を有する。艦速・旋回能力に関しても、D型およびM型よりも1段階上となっている。ただし、防御力はD型およびM型の150に対し、140と低い。なお、ゲーム本編のグラフィックでは船底部にTV版のようなバルジは無く、代わりに副砲が装備されているのが確認できるが、指揮戦艦級戦闘艦カンプルードⅣおよびシュルツⅣと同様に使用不能となっている。

### ケルカピア級航宙高速巡洋艦（リメイクアニメ）
『2199』『星巡る方舟』『2202』『3199』に登場。デザイン担当は出渕裕、艦内は石津泰志。
諸元は全長240メートル・全幅47メートル・全高50メートルに設定され、旧作と異なりデストリア級航宙重巡洋艦の270メートルよりやや小型になっている。デザイン面では細部のディテールアップが図られたほか、甲板にある2基とオリジナル版には無かった艦底部の1基の砲塔がデストリア級と同口径となり、「数が少ない代わりに大口径」という特徴は無くなっている。
星間通商破壊を目的に建造された、足の速い軽巡洋艦とされている。
劇中での登場
艦隊の中核を為す艦となっており、旧作に比べかなり頻繁に画面内に登場する。
宇宙戦艦ヤマト2199
第1話の冥王星沖海戦（地球側作戦名「メ号作戦」）で初登場。第15話や第18話などでは、艦隊中核として多数登場する。
また、第10・25話ではゲール艦隊に所属する迷彩塗装の艦が登場し、第15・23話では親衛隊に所属する青塗装の艦が登場する。
宇宙戦艦ヤマト2199 星巡る方舟
バンデベル艦隊所属艦として迷彩塗装の艦が、第8警務艦隊所属艦として通常塗装の艦が登場する。
宇宙戦艦ヤマト2202 愛の戦士たち
第1話において初登場する。第11話からは親デスラー派の艦艇として青色の塗装のものがノイ・デウスーラに合流する形で登場し始める。

## 駆逐型ミサイル艦
『ヤマト』『ヤマト2』『完結編』に登場。デザイン担当は松崎健一。
デストロイヤー艦系列一つで、駆逐艦に分類される。エネルギー砲の数を減らし、代わりにミサイルで武装したミサイル打撃駆逐艦。デストロイヤー艦よりも平べったく，エイのような形状をしている。艦首にやや小ぶりな目玉型のエネルギー砲2門のほか、それより小さい目玉状のミサイル発射菅を左右で計4門備え、艦後部には大型パルスレーザー砲塔（支持架は2本だが砲口は単装。フィン状のものを十字形に展開している）を1基装備している。また、後部甲板に垂直発射式ミサイルランチャーハッチを片舷3門計6門備えている。なお、アニメ版では名に反してミサイルを発射するシーンはない。『完結編』では、艦首ミサイル発射管から光線を撃ち出しているカットがある。
劇中での登場
宇宙戦艦ヤマト
第9話と第15話に登場する。第9話ではシュルツ艦隊所属艦として登場するも、攻撃シーンはない。第15話では、銀河系方面作戦司令長官ドメルがバラン星に赴任した際、旗艦ドメラーズ3世・新型駆逐艦と共に大艦隊で登場。その後、3000隻もの艦艇で第6区4次元演習場で大演習を行う際、偶然にも演習空域の異次元空洞に迷い込んだヤマトを発見し、砲撃を加え追いつめるが、後一歩のところで取り逃がす。
宇宙戦艦ヤマト2
ガミラス残存艦隊として、複数隻が第3話より登場している。
宇宙戦艦ヤマト 完結編
デスラー率いるガルマン・ガミラス帝国艦隊として多数登場。艦隊編成は、旗艦のデスラー艦を除いて、すべて本艦で構成されていた。ヤマトを攻撃しようとする、ディンギル帝国の岩石ロケット艦隊に攻撃を加えて殲滅する。

### ミサイルデストロイヤー級（PSゲーム）
『遥かなる星イスカンダル』『イスカンダルへの追憶』に登場。
『遥かなる星イスカンダル』では「ミサイル艦」、『イスカンダルへの追憶』では「ミサイルデストロイヤー級」（通称として「M型デストロイヤー」）と称されている。また、艦種類別もオリジナルシリーズでは駆逐艦であったものがデストロイヤー艦、高速巡洋艦と共に巡洋艦に変更されている。
『遥かなる星イスカンダル』では副砲は後甲板に1基および艦首のミサイル発射管より放たれるミサイル2基。これにより自艦よりも低い位置にいる目標を攻撃可能となっている。艦速、機動性はデストロイヤーと高速巡洋艦の中間値となっている。
『イスカンダルへの追憶』では、平べったかった船体が円筒形になったうえに主に艦首部分を中心に延長され、D型とほぼ同じ長さとなり、前寄りだっだ艦橋もやや後ろにずらされ、ミサイル巡洋艦らしい全体的にゆとりのある感じとなった。艦自体の性能はD型と同じだが、武装面では後甲板の砲が大口径主砲に変更、ミサイルが平行発射ミサイル2基に変更、他に『遥かなる星イスカンダル』やかつて放映されたアニメシリーズでは艦底部に武装は無かったのに対し、本作品ではD型と同型の中口径砲が副砲として装備され、更に上方迎撃ミサイル2基も追加、砲撃戦用武装主体のD型と対照的に雷撃戦用武装主体となっている。

### クリピテラ級航宙駆逐艦（リメイクアニメ）
『2199』『星巡る方舟』『2202』『2205』に登場。デザイン担当は出渕裕、内部デザインは石津泰志。
諸元は全長160メートル・全幅37メートル・全高37メートル。デザイン面では、後部パルスレーザー砲塔が砲身付きの連装砲塔に変更されているほか、PS版に倣って装備された艦底のエネルギー砲塔が連装に変更になり、艦橋前方の甲板にミサイル垂直発射管8門、艦橋後方にオリジナルシリーズやPSゲーム版にあったミサイルハッチ6門が旋回式四連装ミサイルランチャー2基に置き換えられ、細部のディテールアップも図られている。
ガミラス艦艇の中で最も建造数が多い。高い機動性を有する雷撃戦主体の艦艇で、鮫のように敵艦に襲いかかるとされる。
劇中での登場
宇宙戦艦ヤマト2199
第1話の冥王星沖海戦（地球側作戦名「メ号作戦」）で初登場。少なくとも88隻以上参加しており、うち1隻が地球艦隊旗艦「キリシマ」を急襲するが、追撃して来た駆逐艦「ユキカゼ」の試作空間魚雷攻撃で撃沈されている。第11話では、ドメル率いる第6機甲師団に所属する艦が登場し、ミサイル攻撃によってガトランティス艦を多数撃沈している。その後も第15話や第18話などで多数登場する。
また、第10・25話ではゲール艦隊に所属する迷彩塗装の艦が登場し、第15・23話では親衛隊に所属する青塗装の艦が登場する。
宇宙戦艦ヤマト2199 星巡る方舟
バンデベル艦隊所属艦として迷彩塗装の艦が、第8警務艦隊所属艦として通常塗装の艦が登場する。
宇宙戦艦ヤマト2202 愛の戦士たち
第8話において、反ガミラス統治破壊解放軍所属艦として初登場。第16話からは親デスラー派の艦艇として青色の塗装のものも登場し始める。通常塗装のものは初登場が遅く、第24話と第25話にのみ登場する。
宇宙戦艦ヤマト2205　新たなる旅立ち
デスラー艦隊や亜空間ゲート警備艦隊の所属艦、ヤーブ技官を地球に送り届けた艦などが登場。デスラー艦隊の所属艦には、通常の緑色塗装の艦と青色塗装の旧親衛隊所属艦が入り混じっている。

## 新型駆逐艦
『ヤマト』第15話のみに登場する新型艦。デザイン担当は加藤直之。
武装は下部に無砲身連装フェザー光線砲塔1基と艦橋側面に固定式レーザー砲4基を備え、後部上甲板の段々になっている部分は垂直発射式のミサイル発射口である。艦首の目玉の部分はなく、艦両舷に張り出たインテークを有するなど、デザインは駆逐型デストロイヤー艦などと趣向が大きく異なる。艦橋内部でのガミラス人との対比図、および艦体に対する艦橋の大きさからサイズはかなり小型であるが、異次元空洞を自在に航行する能力を有する。

劇中では、ドメルがバラン星に着任時に僚艦として連れて来た。その後、第6区4次元演習場で大演習を行っている際に、先発艦隊の1隻が異次元空間に迷い込んだヤマトを発見し砲撃した程度で、劇中での出番はごく僅かであった。当初、ドメルはドメラーズ3世ではなく、この艦に乗ってバラン星に来る予定であった。そのため本艦には艦橋内部の設定画が存在する。

## ドメラーズ3世
『ヤマト』に登場。
正式名称は「改ガミラス一等宇宙戦闘艦」。ガミラス帝国銀河系方面作戦司令長官ドメルがバラン星着任時に運用したドメル艦隊の旗艦。戦闘空母と並ぶガミラス最新鋭艦艇である。
艦のサイズはガミラス艦艇の中で最大。全長は、ヤマトの1.6倍程度はあるが、詳細な設定はされていない。艦型は、全体が扁平気味のフォルムで、両舷にインテーク状の構造物を持っており、『宇宙戦艦ヤマト』第15話で同時に初登場した新型駆逐艦と共通したスタイルである。司令塔には複数の艦橋を持ち、ドメルとゲールが指揮を執る艦橋は最上部にある。この艦橋内にはガミラス特有の丸型のモニターが至る所に付いており、床には透明なドーム型の機材も設置されている。舷には収納式のタラップ（エアステア）があり、ここから艦内へと出入りする。
艦体色は紫を基調とし、前部砲塔部分および両舷の楕円形のふくらみは赤、司令塔両側面にある楕円形のふくらみとインテーク構造物の前縁は白としている。艦内部は赤紫を基調としている。これらの配色は、緑を基本色としている他のガミラス艦には見られないものである。
武装は、無砲身三連装砲塔を、艦の前甲板に3基、艦橋を挟んだ後部甲板に3基、合計6基を背負式に配置している。さらに艦尾両舷の上下面には、やや小型の無砲身三連装砲塔が各1基ずつ、計4基ある。
小型のメインエンジンを、艦尾両舷の上下面に各2基ずつ、計8基配置している。異次元空洞での航行能力がある。
劇中では第15話で、バラン星に着任時のドメル艦隊の旗艦として大艦隊を率いて登場。その後、3000隻もの艦艇を率いて大演習に赴く際、偶然にも演習空域の異次元空洞に迷い込んだヤマトを発見して攻撃するが、あと一歩のところで取り逃がす。
第20話では、ヤマト討伐作戦のためにドメルとゲールを乗せて、他の艦とともにバラン星を脱出後、ヤマトをバラン星基地ごと潰すべく、本艦から人工太陽の操作を行う。しかしゲールは、バラン星基地を犠牲にしてヤマトを討つ作戦に反感を抱いてデスラー総統へ密告。デスラーは、ドメルへ直々に連絡を入れて作戦中止を言い渡した。更にはヤマトに人工太陽を撃破され、その爆発の破片でバラン星基地まで失われた。以降は登場しない。

### 改G型一等戦闘艦ドメラーズIII級（PSゲーム）
『遥かなる星イスカンダル』『イスカンダルへの追憶』に登場。
『遥かなる星イスカンダル』では、名称が「ドメラーズ3」となっている。また、元々ドメルが乗艦に代々つけてきた「ドメラーズ」の名を継ぐ3代目が、ルビー戦線での功績を認められ「ドメラーズ級」とされたという設定がゲーム内ムービー中でドメルの口から語られている。七色星団の決戦では、原作で登場しない本艦も動員され、ヤマト牽制のために襲撃してくる。武装は主砲を前後に各2基。
ドメラーズ3世以外にも同型艦が登場している。ゲールがバラノドン特攻隊を指揮する際、アニメでは航空機のゲール艇に乗っていたが、ゲームでは同型艦の「ゲール艦」に変更されている。また、シュルツの兄コルサック（ゲームのみの設定）が乗る「コルサック艦」は、改ガミラス一等宇宙戦闘艦の試作型を非武装にした強襲艦へと改造し、装甲と耐久力を従来の8倍に向上させている。
『イスカンダルへの追憶』では、艦型の名称が「改G型一等戦闘艦ドメラーズIII級」とされ、同型艦の「ガーラ」「ドーラ」が登場する。
ゲームシステム上の武装として、大口径主砲を前甲板に2基、後甲板に1基の計3基装備し『遥かなる星イスカンダル』に比べ後部1基が減らされている。さらに下方迎撃ミサイルを2基と上方迎撃ミサイルを1基ずつ備える。また、このユニットは各武装に対して10パーセント増しの攻撃力補正を持つ。一方で、艦隊旗艦級戦艦に比べ、耐久力・防御力・レーダー範囲に劣る（カンプルードIIIに限っては艦速・旋回能力でも劣る）。なお、主砲は全砲塔後方目標を攻撃するため、前方目標への攻撃兵装はミサイルのみである。

### ゼルグート級一等航宙戦闘艦（リメイクアニメ）
『2199』『星巡る方舟』『2202』『2205』に登場。デザイン担当は石津泰志。
『2199』では、3隻の同型艦が存在しており、ドメラーズIII世はその中の3番艦であるという設定になっている。『2202』では、さらに多数の同型艦が新たに登場する。
大艦巨砲主義を好むヘルム・ゼーリックの主導で建造された最新鋭重装甲艦で、全長はヤマトの倍以上である730メートルにも及ぶ。その巨体に違わぬ高い火力と防御力を有しており、特に正面装甲はヤマトのショックカノンをいとも容易く弾くほどの堅牢性を持つ。劇中でヤマトのショックカノンの複数発の直撃に耐えたのは同型艦のみである。しかし、それらの性能を追求した分、機動性が犠牲になっている。
扁平だった『ヤマト』に比べ全体的にずんぐりしたシルエットになっており、後部甲板上がガイデロール級やハイゼラード級に似た形状になっている。また、両舷にあったふくらみは、本作におけるガミラス艦のほぼ全てに意匠のように施されている「目玉」になっている。なお、『2199』に登場する3隻には、艦首の両舷に艦名とガミラスのシンボルマークが刻印されている。
艦橋上部構造物は艦から分離して、独立戦闘指揮艦として運用できる。艦橋が分離するというアイデアは、デスラー戦闘空母の艦橋がドメラーズ2世に似ているというところから着想したものであり、ドメラーズIII世が巨大になったのも独立戦闘指揮艦の大きさを考慮して全長を決めたためである。
武装面では主砲が四連装となり、船底部にも1基増設されて7基となっている他、船体各所に魚雷発射管が装備されている。
宇宙戦艦ヤマト2199
ゼルグートII世
『2199』『星巡る方舟』に登場。1番艦で、国家元帥ゼーリックの専用艦。赤を基調とした艦体色となっている。艦長はバシブ・バンデベル。
第17話で初登場し、ゼーリックを乗せ、バラン星観艦式に赴く。第18話でゼーリックが総統暗殺計画の首謀者として射殺された後、ヤマトによるバラン星爆発から辛くも生還し、残存する基幹艦隊とともに本星へ帰還の途につく。その後、『星巡る方舟』で再登場。ゼーリック派残党が処刑を恐れたため、一部の艦隊と共に基幹艦隊から離脱して放浪していたところ、ゴラン・ダガーム率いるガトランティス艦隊に遭遇し、火焔直撃砲によって艦隊は全滅。ゼルグートII世も一撃で艦体を正面から貫かれて轟沈する。艦橋を分離して脱出するも火焔直撃砲により爆沈する。
デウスーラI世
『2199』にのみ登場。2番艦で、総統座乗艦。原作アニメシリーズにおけるデスラー艦と同様、艦体色は青となっている。
艦の運用は親衛隊が担っている。第15話にのみ登場し、総統の暗殺を謀るゼーリックによって機関に細工を施されていたため、初登場後すぐに爆沈する。
ドメラーズIII世
『2199』にのみ登場。3番艦で、ドメルの専用艦。第6空間機甲師団の旗艦を務める。艦体色は旧作と同じく灰色で、「『銀狼』を思わせる色」と設定されている。「III世」という名称には、ドメルの乗艦に代々付けられてきた「ドメラーズ」の名を継ぐ3代目の艦という意味がある。艦長はヴェム・ハイデルン。
第19話において、艦橋部に旧作におけるドメラーズ2世と同様、物質移送機が装備される。
第11話で初登場。第15話で中性子星カレル163付近でヤマトを撃沈寸前まで追い詰めるが、本国からの帰投命令により完遂できずに終わる。後に第19話・第20話の七色星団海戦においてドメル機動部隊の旗艦となり、物質転送機を用いた作戦でヤマトを追い詰めるものの、切り札だった特殊削岩弾を逆用するヤマトの奇策によって機動部隊は本艦を残して全滅。本艦はヤマトと一騎討ちを行うが、沖田の策でイオン乱流の中に誘い込まれ、艦の制御を失ったところへ一方的な集中砲火を浴びて大破。艦橋部のみが離脱して逃れ、艦本体はイオン乱流の中で爆沈する。

宇宙戦艦ヤマト2202 愛の戦士たち
本作のゼルグート級はいずれも脚本には一切登場しておらず、絵コンテ以降に追加あるいは変更されたものである。また、本作のゼルグートの紋様は、『星巡る方舟』でアケーリアス遺跡に描かれていたものと同じデザインで、ゼルグートへの使用は小林誠が連載していた「飛ぶ理由」（ヤマトシリーズとは無関係）の第17回に掲載された模型作例「オルトロス」からの発展である。
装甲突入型
前面に火焔直撃砲対策として装備した大型の装甲板「ガミラス臣民の壁」や、黒色の艦体全面に彩られた白い紋様が特徴の艦。3隻登場しており、地球側からはそれぞれ「ケルベロスI（アインス）」「ケルベロスII（ツヴァイ）」「ケルベロスIII（ドライ）」と呼称される。前面の盾は、火焔直撃砲の直撃弾も1度に1発ずつならば耐えられる耐久力を持つ。ただし、側面からの攻撃はカバーできていない。また、盾にはワープ阻害機能があることが第19話で明言されている。
第1話で、地球防衛軍の特別混成艦隊と共同作戦を行うガミラス軍の辺境警備第38任務部隊の所属艦として登場し、1隻は火焔直撃砲の2発同時着弾によって盾ごと撃沈され、1隻はカラクルム級の雷撃旋回砲で艦本体に多数の直撃弾を受けて轟沈する。最後の1隻は被弾しながらも生還している。
さらに第19話・第20話では多数の同型艦が新たに登場。盾のワープ阻害機能を生かして都市帝国の進撃を食い止めるべく、波動実験艦「銀河」や多数の地球・ガミラスの艦艇と共に展開している。
盾も含め、本作副監督の小林誠によって立案された。福井晴敏は最初に絵コンテでこの艦を見た際に驚いたと述べている。
反ガミラス統治破壊解放軍旗艦
黒地にケルベロスと同じ紋様が赤色で描かれている。登場する同型艦では初めてミサイルを使用したほか、複数の惑星間弾道弾のコントロールシップとしての役割も果たしている。
第8話と第9話において、惑星シュトラバーゼに停泊しているヤマトとガミラス艦隊を襲撃する。ヤマトとの戦闘で、至近距離からショックカノンの集中砲火を浴びて炎上したが、轟沈の描写は無く、その後の安否は不明。小説版『2202』では、惑星間弾道弾の爆発に呑み込まれて消滅している。
なお、元々の脚本で本艦の立ち位置にいるのは白色のガイデロール級だった。
ローレン・バレルの乗艦
ローレン・バレル大使の乗艦で、装甲突入型と色違いの同じ紋様が施されている。白地に紋様は薄紫。
第20話から登場し、火星宙域にワープ阻害フィールドを形成するため、多数のガミラス臣民の壁、およびフォムト・バーガーが率いる空母打撃群を伴って地球より出撃し、ガミラス艦隊を率いてガトランティスと戦うが劣勢となり、谷鋼三の進言で盾を他のガミラス艦に託して撤退する。火星でのヤマトの改装シーンでも登場している。
第24話・第25話では、トランジット波動砲で打撃を受けた彗星都市帝国にガミラス艦隊を率いて攻撃および地球の防衛を担い、イーターIが複数刺さりながらも生き残る。
その他
最終話では、デスラーの艦隊にデウスーラI世と同じ青色塗装の艦が8隻ほど確認できる。

宇宙戦艦ヤマト2205 新たなる旅立ち
ガル・ディッツの乗艦として1隻登場。塗装は茶色。ボラー連邦から奪取したガルマン星の防備を、デスラー艦隊から引き継ぐためにガミラス本星から派遣された。

## ドメラーズ2世
『ヤマト』第21・22話に登場。
銀河系方面作戦司令長官ドメルの乗艦の一つ。全長80メートルと小型で、塔型の艦橋がない円盤型の艦体には反動推進用のノズルの類が見当たらず、高速飛行時の空飛ぶ円盤のような特異な機動が特徴。攻撃装備はミサイル発射管4門、艦底から投下する爆雷など小規模なものだけだが、七色星団におけるヤマトとの決戦前に装備した瞬間物質移送器は、ワープ機能を持たない戦闘機や重爆撃機をもワープさせることができる。
第22話の七色星団では三段空母3隻および戦闘空母1隻からなる機動艦隊を指揮してヤマトに大ダメージを与えるものの、重爆撃機が放ったドリルミサイルが真田志郎とアナライザーによって逆行させられたために空母は全滅し、ドメルはただ1隻残ったドメラーズ2世を艦体固定用のワイヤーとマジックハンドでヤマトの第三艦橋に貼りつかせ、自爆する。
松本零士の漫画版では七色星団の決戦の描写はなく、本艦で暗黒星雲航行中にヤマトに忍び寄り、アニメ同様、艦底へと貼り付き、ドメルがスクリーンを介して沖田との直接会話を行った後に自爆する。瞬間物質移送機を搭載しているのかは不明。また、ゲールは乗っておらず、後にデスラー艦に同乗して登場する。

### 円盤型戦略指揮艇 ドメラーズII（PSゲーム）
『遥かなる星イスカンダル』『イスカンダルへの追憶』に登場。デザイン担当は宮武一貴。
基本的な設定はアニメ版と変わらない。名称は「ドメラーズ2」となっており、ドメルが代々の乗艦に付けてきた「ドメラーズ」の名を継ぐ2代目で、ドメルが若い頃に乗っていた艦艇である。『イスカンダルへの追憶』では、「円盤型戦略指揮艇『ドメラーズII』」という正式名称がつけられている。
『遥かなる星イスカンダル』では「大マゼラン臨海宙域」に登場。劇中でドメルの部下から「旧式の小型艦」と言われている。『イスカンダルへの追憶』では回想ステージ4「七色星団」に登場する。

### 艦橋部 独立戦闘指揮艦（リメイクアニメ）
分離状態では『2199』『星巡る方舟』に登場。デザイン担当は石津泰志。
本作では完全に独立した艦級ではなくゼルグート級の艦橋部となっており、艦本体から分離することで独立戦闘指揮艦として運用できるとされている。
艦尾には明確な推進ノズルが存在する。武装は艦首に空間魚雷発射管を6基を装備している。また、その他の装備として多目的アームも有している。さらに、ドメラーズIII世の独立戦闘指揮艦は、七色星団海戦に際して物質転送機を増設されている。
劇中での登場
宇宙戦艦ヤマト2199
ドメラーズIII世の独立戦闘指揮艦が登場。第20話において本体が轟沈寸前になった際に分離し、『ヤマト』同様ヤマトの第三艦橋への自爆攻撃を行うが、真田志郎が間一髪で波動防壁を再起動したため、目立った損傷を与えることはできなかった。
宇宙戦艦ヤマト2199 星巡る方舟
ゼルグートII世の独立戦闘指揮艦が登場。本体の爆沈寸前に分離するが、火焔直撃砲によって撃沈される。

## 高速空母
『ヤマト』第2・4話に登場。デザイン担当は松本零士、加藤直之。
地球侵略作戦の最前線たる冥王星基地に配備された、ガミラス帝国の新鋭空母。艦体はガミラス標準色のひとつである緑色、艦底部は紫系統の色で、円盤型の艦体中央部から四方にブーム（支柱）を突き出したヒトデ型をしており、艦体上面にはドーム状の構造物が4つある。推進ノズルが見当たらず、推進方式は不明。ただし、設定では円盤形艦艇は、ガミラス艦では新しい部類とされている。
ブーム下側の先端部にある4つの開閉式発艦口より、同時に多数の全翼型の高速空母艦載機を発艦させることができる。艦載機は機体を横にスライドさせながら発艦口まで移動し、落下するように放出され、宇宙空間で方向を転換させるという形式をとっている。劇中で描写されているのは発艦シーンのみで、どのような形で着艦させるのかは不明である。
武装として艦体上部に収納式の7連装ミサイル発射管を備える。ひおあきらの漫画版では、ブーム先端のうち2つに砲身付き連装対空レーザー砲が装備されている。
艦内部はガミラス特有の丸型のモニターが至る所に付いており、艦の中心には宇宙空間を投影する丸テーブルのような大型モニターが床に設置されている。
冥王星から月衛星軌道まで1日足らずで移動できる速力を有しており、偵察能力も優れている。
第2話では、九州坊ケ崎沖の地球基地（実際は建造中の宇宙戦艦ヤマト）を艦載機によって空爆するが、ガミラス総統司令部より「艦載機だけに任せず自ら調査せよ」との指令を受け、直接調査を行うべく月軌道から離脱して地球基地への降下を開始した。だが、始動直後のヤマトの主砲の斉射を浴びて爆発、ヤマトに最初に撃沈された艦となる。第4話では、ヤマト撃沈のため冥王星基地から単艦で出撃。月軌道上にいたワープテスト直前のヤマトに接敵し、艦載機の魚雷と自艦のミサイルにより撃沈を図る。だが、艦載機はヤマトのブラックタイガー隊に迎撃され、ミサイルも命中直前にワープで回避されてしまい、任務を達成できなかった。以降は登場しない。
なお、設定のみであるが、本艦に指令を出す司令船や、円盤形の艦体前方に飛行甲板を持った発展型の新大型空母が存在した。後者は、ドメルがバラン星に赴任する際に僚艦として多数登場予定であった。いずれも劇中未登場だが、後者は『遥かなる星イスカンダル』の「異次元空洞」で幽霊船として登場している。
ひおあきら漫画版『宇宙戦艦ヤマト』においては、三段空母・戦闘空母が登場せず、本艦が主力空母として機動部隊を編成して多数登場。艦載機は、従来の専用艦載機のほかに、ガミラス戦闘機を搭載していることもある。
なお、『ふしぎの海のナディア』第36話のΝ-ノーチラス号発進シーンでは、『ヤマト』第2話のヤマト発進シーンがオマージュされており、高速空母の立場に相当するネオ・アトランティスの空中戦艦も登場する。

### ガミラス高速十字型空母級（PSゲーム）
『遥かなる星イスカンダル』『イスカンダルへの追憶』に登場。
『イスカンダルへの追憶』ゲーム中での本ユニット入手時に出てくる解説では、重力圏での運用を想定した空母とされており、植民星制圧任務に投入されていたと設定されている。艦名は「キルケ」と「ラシオル」。本ユニットを入手すると、DMF3艦上戦闘機も一緒に獲得する。
他の味方ユニットの空母と比較すると耐久力が低いが、速度性能は「低速」が多い空母では数少ない「中速」(B-) に分類される。武装は前後左右の4方向へ向けて中口径主砲を計4基備えている。
また、回想ステージ「月軌道」にも登場。こちらは敵ユニットであり、性能も上記とは異なる。武装は同じだが、耐久力と防御力が高く設定されている。反面、艦速・旋回性能は最低クラスのC-となっている。

### ポルメリア級強襲航宙母艦（リメイクアニメ）
『2199』に登場。デザイン担当は石津泰志。
全長383.8メートル・全幅291.3メートル・全高50.0メートル。細部デザインのディテールアップと変更が行われている。
衛星軌道上などで停止している時でも、艦体が常に上から見て時計回りに回転しているが、艦載機を発進させる際には停止する。推進力は4基備えた重力制御装置によって発生させているという設定になっている。また、艦底のリング状の発光部が黄色く点滅している。
艦底中央部には、主砲である大口径レーザー砲が1門あり、地上にいる目標をこれでなぎ払う。このほか、艦体上部に三連装ミサイル砲塔を備えている。ガミラス本土防衛戦で登場した航宙親衛艦隊所属の艦は、ミサイル砲塔が三連装リボルバー式対空レーザー砲塔に換装されている。
艦載機についても「戦闘攻撃機DWG229 メランカ」という種名が設定されている。搭載機数は不明だが、第23話では各発進口から5機ずつ、計20機が発艦している。
劇中での出番は旧作に比較すると大幅に増えている。旧作と同じく、第2話で偽装状態のヤマトを偵察の後、メランカによる爆撃を行う。その後、自艦も降下してレーザー砲の一撃を見舞うが、第2射直前にヤマトの主砲（三式融合弾）で撃沈される。第10話では、ゲール艦隊所属艦として1隻登場する。第15話では親衛隊に所属する青いカラーリングの艦艇が多数登場し、反乱を起こした惑星オルタリアに対し、レーザー攻撃とメランカによる爆撃を見舞わせる。第18話ではバラン星における観艦式に集まっていた艦艇が登場するが、ヤマトの波動砲によるバラン星崩壊の際の衝撃波によって多数が損害を被る。第23話では親衛隊所属艦3隻が前衛艦隊としてヤマトに攻撃を仕掛けている。
『2199』のガミラス艦艇で最初にデザインされた。担当した石津は本艦のデザインの異質さについて、「ドイツの38(t)戦車のように、元々はガミラスと全く技術体系の異なる惑星の兵器で、征服したガミラスが流用したのでは？」と考察している。

旧シリーズでの本艦は全く商品化されていなかったが、『2199』においてバンダイから「1/1000Scale ポルメリア級強襲航宙母艦」として商品化された。『2199』のプラモデルでは7番目、ガミラスに限るとガイデロール級などを差し置いて2番目とかなり早い商品化であるが、これは『2199』のメカのプラモを全て出すというバンダイ側の決意表明と語られている。さらにプレミアムバンダイ限定商品として親衛隊カラーのキットも発売している。出渕は本艦について、本作に登場させるかどうか悩んだと語っており、バンダイが発売する1/1000スケールプラモデルのシリーズにおいて、本艦がガミラス側で2番目に発売することになったことに驚いたことも語っている。

## 三段空母
『ヤマト』『ヤマト2』『新たなる旅立ち』『ヤマトIII』に登場。デザイン担当は松本零士、加藤直之、PSゲームシリーズでは宮武一貴、『2199』では石津泰志。
ガミラスの主力空母。PSゲームシリーズでは「ガミラス多層式空母級」、『2199』では「ガイペロン級多層式航宙母艦」となっている。

## 戦闘空母
『ヤマト』『ヤマト2』『ヤマトIII』に登場。デザイン担当は松本零士、加藤直之、PSゲームシリーズでは宮武一貴、『2199』では石津泰志。
ガミラスの主力空母。PSゲームシリーズでは「攻撃空母」、『2199』では「ゲルバデス級航宙戦闘母艦」となっている。

### デスラー戦闘空母
『新たなる旅立ち』に登場。デザイン担当は板橋克己、PSゲームシリーズでは宮武一貴。
戦闘空母を改修したデスラーの御座艦。PSゲームシリーズではデザインが大幅に改定され、「改ドメル戦闘空母級 デスラー・ガミラシア」という名称になっている。

## 強襲艦（PSゲーム）
『遥かなる星イスカンダル』に登場するゲームオリジナル艦。デザイン担当は宮武一貴。
敵艦に強行接舷し、直接兵員を送り込んで白兵戦を挑むのを目的とする艦で、防御力が高い。
デザインは駆逐型デストロイヤー艦に近いが、艦首の目玉がやや小さく、艦橋が低い。

## 超質量物質捕獲艦（PSゲーム）
『イスカンダルへの追憶』に登場するゲームオリジナル艦。デザイン担当は宮武一貴。
正式名称は「改双胴デストロイヤー級超質量物質捕獲艦」。その名称が示すとおり、駆逐型デストロイヤー艦2隻を横に繋ぎ合わせて改装した双胴艦である。主エンジンは3基搭載。艦体色はダークグレー。
超質量縮退装置と磁力線ケージを搭載。黒色矮星を重力臨界制御し、マイクロブラックホール化させて超質量物質を捕獲する。甲板上に超質量物質を制御する装置があり、その上にアーチ状の構造物がある。艦橋はアーチの右舷側に設置されている。
ゲームシステム上の武装は、中口径主砲5基で、うち4基は前方、1基は後方を射角の基準としている。デザイン上としては、「連装両用砲」を両舷側に2基ずつの計4基に、艦尾下面に1基装備している。
ゲーム内では「ハーゲル」の艦名で1隻登場。ガミラス星の爆発で暴走したイスカンダルを停止させるべく、デスラーから超質量物質の捕獲を命じられたタランが艦隊を率いて旧ガミラス領のサファイア戦線跡に出向き、ハーゲルで黒色矮星から超質量物質の採取を開始するが、採取作業中に暗黒星団帝国の艦隊が急襲してくる。敵軍にハーゲルの存在を知られたタランは、それを守りながら戦う展開になる。

## ハイゼラード級航宙戦艦（リメイクアニメ）
『2199』『2202』『3199』に登場。デザイン担当は石津泰志。
リメイクアニメでの新規設定の艦。ガイデロール級の後継艦。火力、装甲、推進機関などが増強されており、高密度のガス状星雲の近くや、大気のある宇宙空間でも行動可能。航宙艦隊の指揮艦を務めるほか、帝星政府閣僚の専用艦としても運用されている。
形状はガイデロール級に類似している（艦体中央部は完全に同一）が艦首と艦尾が伸びている。ガミラス軍艦艇特有の目玉状の発光部は、艦舷中央部の下方（艦首魚雷発射管の下部）に存在する。また、ガイデロール級より尖った艦首には開口部が存在しない。艦尾の推進ノズルは、ガイデロール級と同じ小判形ではなく、他のガミラス艦に一般的な円形である。艦橋の形状もガイデロール級とは若干異なり、大型になっている。艦尾の形状はメルトリア級に類似したものとなっている。
兵装は、基本的にガイデロール級とほぼ同一だが、前部甲板に2基装備している砲塔は有砲身の三連装陽電子カノン砲塔となっており、徹甲力が強化されている。
劇中での登場
宇宙戦艦ヤマト2199
下記の2隻のほか、第17話や第21話などにも同型艦が少数登場する。
シャングリ・ラー
ミーゼラ・セレステラ専用艦で、塗装は淡いパープルカラー。第14話に登場し、バラン星の遺跡に訪れている。
キルメナイム
ハイドム・ギムレー専用艦で、塗装は青。第15話で初登場し、航宙親衛艦隊を率いて、惑星オルタリアに攻撃を仕掛けている。第23話で再登場したが、ほとんど出番もないまま第二バレラスの爆発に巻き込まれ、爆沈する。

宇宙戦艦ヤマト2202 愛の戦士たち
第24話においてバレル艦隊所属艦として複数隻が1カットのみ登場する。

## メルトリア級航宙巡洋戦艦（リメイクアニメ）
『2199』『2202』に登場。デザイン担当は出渕裕、艦内は石津泰志。
リメイクアニメでの新規設定の艦。新型艦という位置付けの艦で、形状や兵装はデストリア級に類似している点もある。ガミラス軍艦艇特有の目玉状の発光部は、両舷中央部に存在する。また、デストリア級と類似した形状の艦橋のアンテナ状構造物と煙突状構造物が存在する。さらに、艦舷部のヒレは先述の両舷中央の発光部よりも後方に展開しており、このヒレには牽引ビームの発射装置が備わっている。後部甲板上に艦載機の格納庫を有しているほか、デストリア級と同様、艦橋が2つ存在する。
武装は、本艦と同じく『2199』が初登場のハイゼラード級航宙戦艦と同様に、前方に砲身を有した2基の三連装陽電子カノン砲塔が存在する。それ以外には、両舷にデストリア級と同様の砲郭式の三連装カノン砲が備わっており、艦底と艦橋後部には、他のガミラス艦艇と同じ無砲身の三連装陽電子ビーム砲を1基ずつ備えているほか、艦首には魚雷発射管を6門備えている。
劇中での登場
宇宙戦艦ヤマト2199
第10話から登場。ドメル幕僚団の乗艦を始め、基本的には小規模な艦隊の旗艦として登場している。通常カラーのほか、第15・23話では親衛隊に所属する青塗装の艦も登場している。
初登場となる第10話では、ヴァルス・ラングが艦長を務める「EX178」が登場し、次元断層内に落ち込み脱出できないでいたところをヤマトと協力して次元断層から脱出するも、直後に出現したゲール艦隊の砲撃で撃沈される。
宇宙戦艦ヤマト2202 愛の戦士たち
第24話・第25話にのみ登場。ローレン・バレル率いるガミラス艦隊として多数登場する。ゴレム起動後、撤退する艦隊にイーターIが刺さっている艦の姿もある。

## 次元潜航艦 UX-01（リメイクアニメ）
『2199』『2202』『2205』に登場。デザイン担当は石津泰志、艦内は山根公利。
ガミラスの特務艦。『ヤマトIII』に登場した次元潜航艇のリメイク艦である。